# Chmiel Mały
Chmiel Mały lub Chmiel – jezioro w woj. zachodniopomorskim, w pow. wałeckim, w granicach administracyjnych miasta Wałcz, leżące na terenie Pojezierza Wałeckiego. 
Według urzędowego spisu opracowanego przez Komisję Nazw Miejscowości i Obiektów Fizjograficznych (KNMiOF) opublikowanego przez Główny Urząd Geodezji i Kartografii (GUGiK) i udostępnionego na stronach Komisja Standaryzacji Nazw Geograficznych (KSNG) nazwa tego jeziora to Chmiel. W różnych publikacjach jezioro to występuje pod nazwą Chmiel Mały, Chmielno bądź Kamel Mały.
Powierzchnia zwierciadła wody według różnych źródeł wynosi od 12,5 ha do 12,54 ha.

Zwierciadło wody położone jest na wysokości 103,2 m n.p.m..
Jezioro jest połączone przekopem z jeziorem Chmiel Duży leżącym nieopodal południowego brzegu jeziora.
W latach dziewięćdziesiątych zanotowano silny spadek poziomu wody w jeziorze w związku z zamuleniem tegoż przekopu.
Wzdłuż wschodniego brzegu jeziora przebiega nasyp, którym przebiegała obecnie rozebrana linia kolejowa Wałcz - Jastrowie - Złotów.